# Catablema nodulosum
Catablema nodulosum is een hydroïdpoliep uit de familie Pandeidae. De poliep komt uit het geslacht Catablema. Catablema nodulosum werd in 1913 voor het eerst wetenschappelijk beschreven door Bigelow. 